# NGC 2257
NGC 2257 је расејано звездано јато у сазвежђу Златна риба које се налази на NGC листи објеката дубоког неба.
Деклинација објекта је - 64° 19' 29" а ректасцензија 6h 30m 13,0s. Привидна величина (магнитуда) објекта NGC 2257 износи 13,5. NGC 2257 је још познат и под ознакама ESO 87-SC24.